# Lulekani
Lulekani este un oraș din Provincia Limpopo din Africa de Sud.